# Kloster Maria Münster
Das Kloster Maria Münster (auch: Nonnenmünster) war eine Zisterzienserinnen-Abtei bei Worms.

## Geografische Lage
Das Kloster lag im Süden der Stadt Worms, innerhalb des äußeren Mauerrings und in dessen südwestlicher Ecke. Sein Gelände grenzte direkt an den östlichen Abschnitt der Mauer zwischen Aulturm, dem südöstlichen Eckturm der Befestigung, und dem nächst nördlich gelegenen Turm. Das Klostergelände durchfloss ein vom Eisbach abgeleiteter Wasserlauf in zwei Kanälen, der zwischen den beiden Türmen mit einem Durchlass auch die Stadtmauer Richtung Rhein unterquerte. Die Menge des Wassers, die das Kloster dafür entnehmen durfte, war exakt festgelegt und beruhte auf einer angeblich von 1016 stammenden Urkunde, die um 1140 zugunsten des Klosters gefälscht wurde.
Die von Worms nach Speyer verlaufende Römerstraße verließ die Stadt in südliche Richtung durch die Pfauenpforte und zielte ursprünglich direkt auf das Kloster. Anlässlich dessen Erweiterung 1275 wurde ihr Verlauf im Bereich des Klosters westlich darum herumgeführt. Beiderseits der Straße erstreckte sich – wie üblich bei Straßen, die eine römische Stadt verließen – ein Friedhof, der auch in christlicher Zeit weiter genutzt und erst 1811 geschlossen wurde. Auf diesem Friedhof befand sich ein Grabhügel, der im Mittelalter als Siegfried-Grab, das Grab Siegfried des Drachentöters, galt. Hier ließ Kaiser Friedrich III. am 12. April 1488 eine „archäologische“ Ausgrabung durchführen. Unmittelbar südlich und östlich der Kirche befand sich ein ummauerter Bereich, der Friedhof für die Nonnen.

## Bezeichnung
Nach 1236 war die übliche Bezeichnung für das Kloster Nonnenmünster, ab der Mitte des 16. Jahrhunderts setzte sich der Name Mariamünster durch.

## Geschichte

### Gründung
Das Kloster soll bereits 838 als ein dem Bistum Worms zugehöriges Frauenstift von Kaiser Ludwig dem Frommen (813–840) gestiftet worden sein, nachdem er in Worms ein Erdbeben mit großen Zerstörungen und vielen Opfern miterlebt habe. Dafür gibt es allerdings keinen älteren Beleg und die Geschichte ist erst in der Kirschgartener Chronik aus der Zeit um 1500 niedergeschrieben.
Die älteste erhaltene schriftliche Erwähnung von Maria Münster stammt aus der Vita Burchardi, die um 1030 entstand. Darin wird 1016 als das Jahr genannt, in dem Bischof Burchard von Worms das Kloster als Damenstift neu organisiert und seine Schwester Mathilde als Äbtissin eingesetzt habe. Es war damals das einzige Frauenkloster in Worms. Die Ordenszugehörigkeit des frühen Stifts ist unklar. Die Angaben früher Chronisten, dass das Stift nach der benediktischen Regel organisiert war, widerspricht den überlieferten Quellen. Es blieb eng mit den Bischöfen, dem Domstift und dem Stiftsklerus verbunden, hatte mit den umfangreichsten Grundbesitz unter den zahlreichen klösterlichen Gemeinschaften in Worms und galt als den Männer-Stiften durchaus ebenbürtig.

### Zisterzienserinnen
Ende des 12. Jahrhunderts geriet die Lebensform von Stiftsfrauen („Kanonissen“) in eine Krise, da die strengere Lebensform der Zisterzienserinnen gesellschaftlich höheres Ansehen genoss. 1233 forderte Papst Gregor IX. den Metropoliten, Erzbischof Siegfried III. von Mainz, auf, das Kloster zu reformieren. Da offensichtlich nichts geschah, erteilte er 1236 dem Wormser Bischof, Landolf von Hoheneck, den Auftrag, den dieser gegen den Widerstand der Stiftsdamen und ihrer Seelsorger gewaltsam durchsetzte. Die Äbtissin, eine Nichte des Bischofs, sperrte dieser, nachdem sie angeblich einen Mordanschlag auf ihn verübt hatte, auf Burg Stein ein. Der Bischof verordnete der Gemeinschaft die zisterziensische Regel. 1244 wurde das Kloster vom Generalkapitel in den Zisterzienser-Orden aufgenommen, dem Kloster Eberbach im Rheingau unterstellt, aber die Aufnahme erst 1302 ausdrücklich bestätigt. Bischof Landolf wurde 1247 in der Kirche von Maria Münster beigesetzt.
1257 wurde das Kloster erweitert, 1253 die Pfarrei und die benachbarte Pfarrkirche St. Cäcilia inkorporiert. Vom 13. bis zum 15. Jahrhundert kam es immer wieder zu Streitigkeiten mit der Stadt über Ungeld, Weinausschank und Fragen der Bauunterhaltungspflicht des Klosters, insbesondere der Stadtmauer.

### Weitere Reformversuche
1446 betrieb Pfalzgraf Ludwig IV. die Reform des Klosters, indem er ihm die Aufsicht durch die Äbte der unter pfälzischem Einfluss stehenden Klöster Maulbronn und Otterberg aufzudrängen suchte. Die Nonnen widersetzten sich zusammen mit dem Abt des Klosters Eberbach und dem Erzbischof von Mainz der Reform und blieben erfolgreich. Der Streit wurde durch eine Bulle des Papstes Nikolaus V. vom 19. März 1447 beendet, der dem Abt von Erbach das alleinige Recht zur geistlichen Aufsicht über Nonnenmünster zusprach. 1459 kam es dann zu einer „kleinen Reform“ bei der einige Regeln verschärft wurden.
Im Zuge der Reformation versuchte die Stadt Worms, deren bürgerliche Führungsschicht sich der Reformation anschloss, auch das Kloster auf die Seite der Reformation zu ziehen. Instrumente dafür waren die Vertretungsrechte, die die Stadt mit der Vogtei und der Pflegschaft für das Kloster wahrnahm. Zwar bestätigte Kaiser Karl V. 1545 die Rechte des Klosters gegenüber der Stadt. Diese setzte aber 1566 einen evangelischen Prediger für das Kloster ein, beschlagnahmte dessen Archiv und Wertgegenstände und wollte das Kloster säkularisieren. Bischof Dietrich II. von Bettendorf appellierte dagegen an das Reichskammergericht, Kaiser Maximilian II. schritt daraufhin zugunsten des Klosters ein und die Stadt musste den Versuch aufgeben. Kaiser Rudolf II. regelte 1577 den Schutz des Klosters neu: Dieser wurde nun den Bischöfen von Speyer, Worms und dem Erzbischof von Mainz gemeinsam anvertraut. Das Verhältnis zwischen Kloster und Stadt blieb aber bis zu dessen Ende gespannt. Kontinuierlich stritten die Parteien über zahlreiche Fragen, in denen es im Kern meistens um wirtschaftliche Vorteile ging.

### Die letzten Jahrhunderte
Im Dreißigjährigen Krieg litt das Kloster schwer unter der Einquartierung schwedischen Militärs und die Stadt versuchte erneut, das Kloster in ihren Besitz zu bringen, was aber scheiterte. Dagegen versuchten die Nonnen vergeblich, sich gegen die dort inzwischen residierenden Augustinerchorherren in den Besitz der Güter des ehemaligen Zisterzienserklosters Kirschgarten zu setzen. Auch das scheiterte. 1644 schienen sie erfolgreich mit der Übernahme des Klosterbesitzes des aufgegebenen Prämonstratenserinnen-Klosters Gommersheim. Allerdings verloren sie diesen Besitz schon vier Jahre später an die Kurpfalz.
Als Worms 1689 im Pfälzischen Erbfolgekrieg durch Truppen König Ludwig XIV. zerstört wurde, kam das Kloster einigermaßen glimpflich davon. Das Kloster selbst blieb weitgehend verschont, erlitt aber an anderer Stelle Schäden in Höhe von 23.000 Gulden. Allerdings erholte sich die wirtschaftliche Lage des Klosters im Laufe des 18. Jahrhunderts, an dessen Ende es mit einer guten wirtschaftlichen Bilanz dastand.
Als die Franzosen im Ersten Koalitionskrieg die Rheingegend überfielen, legte General Adam-Philippe de Custine 1792 dem Wormser Fürstbischof eine Kontribution von 400.000 Livres auf. Da die Summe nicht sofort aufgebracht werden konnte, nahm er 14 Personen als Geiseln, darunter auch zwei Nonnen und den Propst von Maria Münster. Die übrigen Nonnen flohen daraufhin nach Mannheim. Nach dem Abzug der Franzosen im März 1793 kehrten sie zurück, mussten aber 1794 erneut fliehen. Nach einem weiteren Rückzug der Franzosen kehrten sie wieder in die nun beschädigte und inzwischen zum Teil auch fremdgenutzte Anlage zurück, mussten aber erneut vor den wieder anrückenden Franzosen auf das rechte Rheinufer zurückweichen. In den letzten Jahren des Bestehens verfiel die Kloster-Wirtschaft unter der Überbeanspruchung durch die Kriegskosten zunehmend. Im Sommer 1802 wurde das Kloster aufgrund des Säkularisationsdekrets der französischen Verwaltung endgültig geschlossen. Es hatte zu diesem Zeitpunkt noch 23 Schwestern.

## Nachnutzung
Zunächst wurde in den Klostergebäuden ein Hospital untergebracht und 1806 eine Kavalleriekaserne. 1807 wurden Wirtschaftsgebäude und Gärten in private Hand verkauft. 1810 fiel die Anlage an die Stadt, die sie aber weiter als Kaserne zur Verfügung stellen musste, auch nachdem Worms zum Großherzogtum Hessen gehörte. 1822 begann der Abbruch der Kirche, das Abbruchmaterial wurde wiederum zum Kasernenbau verwendet. 1826 wurde vergeblich versucht, das Kloster insgesamt zu versteigern, so dass in den Folgejahren einzelne Gebäude auf Abbruch versteigert wurden. Einige verbliebene Gebäude wurden in den 1840er Jahren als Pulvermagazin genutzt. 1853 kaufte Cornelius Heyl das Gelände für seine Lederwerke, die dort für ein Jahrhundert das Werk Maria Münster betrieben. Heute ist von den Klosterbauten nichts mehr erhalten.
Das Hofgut des Klosters in Laumersheim, das Nonnengut, wurde 1825 versteigert.

## Organisation
Das Kloster verstand sich ab 1236 als Zisterzienserinnenkloster. Die formale Bestätigung erfolgte aber erst 1302, nachdem die Äbtissin den Abt von Cîteaux darum gebeten hatte. Dieser zeigte sich verwundert, weil auch er davon ausgegangen war, dass das schon längst geschehen sei. Die Bestätigung erfolgte sofort und Nonnenmünster war nun der Abtei Clairvaux zugeordnet. Es war dem Abt des Klosters Eberbach („Vaterabt“) unterstellt, der die Äbte der näher gelegenen Klöster Otterberg und Schönau mit der Aufsicht beauftragte.
Die Vogtei über das Kloster wurde Bischof Landolf 1237 von Kaiser Friedrich II. übertragen und vom Bischof 1242 als Lehen an die Stadt Worms weitergegeben.
An der Spitze des Klosters stand eine Äbtissin. Sie wurde vom Konvent gewählt und der Abt des Klosters Erbach musste sie bestätigen. Als Äbtissinnen sind überliefert
| Äbtissin                  | Amtszeit / erwähnt              | Anmerkung |
| ------------------------- | ------------------------------- | --- |
| Kanonissen-Stift          |                                 | |
| Mathilde                  | 1016                            | Schwester des Bischofs Burchard von Worms                                                                           |
| Sophia                    | 1190, 1196                      | |
| NN                        | 1220                            | Schwester des Wormser Ritters Siegfried                                                                             |
| NN                        | 1236                            | Nichte des Bischofs Landolf von Hoheneck                                                                            |
| Zisterzienserinnenkloster |                                 | |
| Agnes I.                  | 1240–1254 1253                  | Im Chor von Nonnenmünster begraben                                                                                  |
| Jutta I.                  | mehrfach zwischen 1265 und 1293 | |
| Beatrix                   | 1296                            | |
| Irmela I.                 | 1301                            | |
| Irmgard                   | 1307                            | |
| Geza                      | 1316                            | |
| Jutta II.                 | 1331                            | |
| Anna von Friesheim        | 1336– † 9. Oktober 1346         | Grabplatte im Museum der Stadt Worms erhalten                                                                       |
| Irmela II.                | 1352, 1356                      | |
| Agnes II.                 | 1358                            | |
| Christina von Wachenheim  | 1361 – † 1365                   | Tochter des Ritters Heinrich von Wachenheim                                                                         |
| Trudela                   | 1366                            | |
| Katharina I.              | 1381, 1385                      | |
| Margarethe von Kettenheim | 1389 – † 1404                   | |
| Barbara                   | 1404 – † 1416                   | |
| Elisabeth von Steden      | 1411 – † 1427                   | |
| Liebda von Guldenring     | 1421 – † 7. Dezember 1454       | Aus einer Wormser Bürgerfamilie; bestattet im Chor der Klosterkirche; Grabplatte im Museum der Stadt Worms erhalten |
| Elisabeth von Lindenfels  | 1455 – † 1482                   | Bestattet im Chor der Klosterkirche                                                                                 |
| Katharina II.             | † 1500                          | aus Mainz |
| Margarete Kreuzberger     | 1501 – † 1506                   | aus Frankfurt |
| Appolonia Lupold          | 1506 – † 1531                   | aus Umstadt |
| Margareta Halpquart       | † 24. April 1543                | aus Worms; Grabplatte im Museum der Stadt Worms erhalten                                                            |
| Elisabeth Herd            | 1543 – † 1562                   | aus Frankfurt |
| Margareta Kissel          | † 26. März 1590                 | aus Worms; Grabplatte im Museum der Stadt Worms erhalten                                                            |
| Eva Senger                | † 1590                          | |
| Margareta Seyfried        | 1590 – † 1612                   | |
| Magdalena Kraus           | † 1620                          | |
| Margareta Lothringshausen | 1621 – † 1659                   | |
| Maria Salome Lasser       | 1659 – † 12. Oktober 1672       | Grabplatte im Museum der Stadt Worms erhalten                                                                       |
| Maria Ursula Bender       | 1672 – † 26. November 1698      | aus Speyer |
| Anna Barbara Kolb         | 1698 – † 25. April 1703         | aus Boppard; Grabplatte im Museum der Stadt Worms erhalten                                                          |
| Maria Gertrud Eckenhagen  | 1703 – nach 1734                | |
| Maria Theresa Frenzl      | vor 1757 – † 1771               | aus Innsbruck |
| Rosalia Otto              | 1771 – † 1802                   | |

Neben der Äbtissin gab es als Amtsträgrinnen Priorinnen und je einmal ist auch eine Subpriorin und eine Kellerin erwähnt.

## Besitz
Der Wormser Konvent hatte umfangreichen Besitz sowohl in der Stadt Worms als auch in der Umgebung. Der auswärtige Besitz streute auf beiden Seiten des Rheins von Ensheim im Norden bis südlich von Speyer. Der überwiegende Teil des Klosterguts stammte aus dem Hochmittelalter und der Frühzeit als Frauenstift. Der Wirtschaftsbetrieb des Klosters war um vier große Höfe organisiert:
- Der Nonnenhof in Littersheim, nordöstlich des heutigen Bobenheim-Roxheim. Der Ort selbst wurde zur Wüstung[47], erhalten blieb das Klostergut, das weiterhin den Namen „Nonnenhof“ trägt. 1633 umfasste die Anlage 900 Morgen. Auch heute noch wird der Nonnenhof als landwirtschaftlicher Großbetrieb bewirtschaftet.
- Der Nonnenmünsterer Hof befand sich in unmittelbarer Nachbarschaft des Klosters.
- Ein Hof in der Stadt Worms.
- Ein Hof in Berghaselbach[Anm. 4], heute eine Wüstung in der Gemarkung der Gemeinde Laumersheim. Die Zugehörigkeit zum Kloster Maria Münster ist 1141 erstmals urkundlich belegt.[48] Laut dem Wormser Synodale von 1496 existierte zu dieser Zeit auch die Siedlung.[49] Es war ein Hubhof mit Hubgericht und das Kloster besaß im Ort das Patronatsrecht und das Zehntrecht der Pfarrei.[50] An Stelle der früheren Kirche steht seit 1723 auf dem Palmberg eine neue Kapelle, die nach wie vor Ziel von Wallfahrten ist.[51] Aus den alten Berghaselbacher Besitzungen fiel dem Wormser Kloster im 18. Jahrhundert auch der Unterhalt für die neue Pfarrkirche St. Bartholomäus (Laumersheim) zu.[52]

Eine weitere bedeutende Stiftung stammte von 1256, als Gräfin Elisabetha von Leiningen in Maria Münster ein Jahrgedächtnis für sich und ihren Gemahl Emich IV. stiftete, wofür sie dem Kloster ihre Stampfmühle in Kindenheim vermachte. Das Kloster besaß darüber hinaus eine Reihe weiterer Mühlen. Unter den weiteren Stiftern von Klostergut findet sich auch die Familie der Kämmerer von Worms.
Maria Münster übte das Kirchen-Patronatsrecht in Berghaselbach und daraus folgend später in Laumersheim aus, ebenso in Dorn-Dürkheim, Großkarlbach, Mühlheim an der Eis, und St. Cäcilia in Worms.

## Gebäude
Das Klostergelände war von einer Mauer umschlossen, deren älteste erhaltene Erwähnung von 1264 stammt. Die Mauer ersetzten in den folgenden Jahrhunderten Wirtschaftsgebäude, die einen nördlichen und einen südlichen Hof umschlossen. Nach Osten grenzte das Kloster an die äußere Stadtmauer.

### Kirchen
Klosterkirche
Die Klosterkirche war in ihrem letzten Ausbauzustand im Wesentlichen hochgotisch aus dem 13. oder 14. Jahrhundert. Zu dem oder den vorangegangenen Kirchengebäuden ist nichts bekannt. Die gotische Klosterkirche bildete den südlichen Flügel der vierflügeligen Klausur. Sie hatte einen ungewöhnlichen Grundriss: Sie besaß sie ein sehr langes Hauptschiff dem im vorderen Bereich südlich ein Seitenschiff vorgelagert war. Den Raum des nördlichen Seitenschiffs nahm aber der südliche Kreuzgangflügel ein. Das Mittelschiff war nach Westen stark verlängert und hatte am östlichen Ende einen Chor mit Fünfachtelschluss. Die Kirche schloss am westlichen Ende mit einem hohen polygonalen Turm.
Der Nonnenchor befand sich auf einer Empore im westlichen Bereich des Mittelschiffs. 1583 kam es zu einer Beschädigung der Kirche durch einen Brand, der eine Neuausstattung nach sich zog. 1699 erhielt die Kirche einen neuen Hochaltar, 1760 eine Rokoko-Ausstattung. Zur Ausstattung gehörten unter anderem 10 Altäre.
St. Cäcilia
Auf dem Gelände südlich der Kirche stand die Pfarrkirche St. Cäcilia, wohl eine Saalkirche. Sie wurde 1245 erstmals erwähnt und 1253 dem Kloster inkorporiert. Sie war die Pfarrkirche der südlichen, „Speyerer“ Vorstadt. Nach einem Brand war sie im 18. Jahrhundert eine Ruine. Sie wurde nicht mehr aufgebaut, der pfarrkirchliche Gottesdienst stattdessen in der Klosterkirche abgehalten. 1802 wurde die Ruine auf Abbruch versteigert. Zur Kirche gehörte ein Friedhof.
St. Meinhard
Die Kapelle St. Meinhard stand spätestens seit dem 15. Jahrhundert östlich der Kirche St. Cäcilia. Es war ein gotischer Saalbau mit eingewölbter Apsis. Die Krypta wurde für Exorzismen benutzt. Im 18. Jahrhundert fanden hier kaum noch Messen statt. 1802 wurde das Gebäude abgebrochen.

### Klausur
Nach der Reform von 1236 musste das Kloster auch baulich den Vorschriften einer zisterzienserischen Klausur angepasst werden. Für 1291 ist ausdrücklich bezeugt, dass die Klausur baulich den entsprechenden Vorschriften genügte. Der Zugang zur Klausur (Pforte) befand sich in der Südwestecke des Kreuzganges.
Die zuletzt im Wesentlichen aus gotischer Zeit stammenden Klausurgebäude wurden 1713 in ihrer Funktion durch einen barocken Gebäudeflügel entlang der Westseite des Klostergeländes und der Straße ersetzt, zu der hin sich die Anlage auch orientierte. Dieses „Neue Kloster“ enthielt im Erdgeschoss Repräsentationsräume und im Obergeschoss 10 Zimmer, die Zellen. Wirtschaftsräume waren im Norden und rückwärtig angeordnet. Diese Zweiflügelanlage mit vorspringendem Mittelrisalit, in dem sich ein Treppenhaus mit dreiläufiger Treppe befand, war nach außen sehr schlicht, nach innen aber repräsentativ ausgestaltet. Dieses barocke Gebäude überdauerte die Schließung des Klosters am längsten, wurde von den Heyl’schen Lederwerken genutzt, 1925 noch einmal restauriert, in den Luftangriffen auf Worms im Zweiten Weltkrieg aber beschädigt und anschließend abgerissen.

### Weitere Gebäude
Westlich der Klausur befand sich ein zweischiffiges, zweigeschossiges, im Untergeschoss sicher, im Obergeschoss möglicherweise eingewölbtes Gebäude ungeklärter Funktion, das aufgrund baulicher Merkmale in die zweite Hälfte des 13. Jahrhunderts datiert wird, was gut zur Erweiterungsphase des Klosters 1275 passt. Das Gebäude wurde 1828 abgerissen.

## Verbliebene Ausstattung

### Grabsteine
Über die Familie Heyl zu Herrnsheim, die das Klosterareal im 19. Jahrhundert gekauft hatte, kamen eine Reihe von Grabplatten aus der Klosterkirche 1892 in das Museum der Stadt Worms, darunter auch sieben Grabplatten (oder Fragmente) von Äbtissinnen des Klosters. Diese sind heute teils im dortigen Kreuzgang und teils in der ehemaligen Kirche aufgestellt. Eine Grabplatte ist die des 1303 verstorbenen Wormser Bürgers Johannes vom gemalten Haus, mit seiner Vollfigur in zeitgenössischer Bekleidung.

### Weitere überkommene Ausstattungsstücke

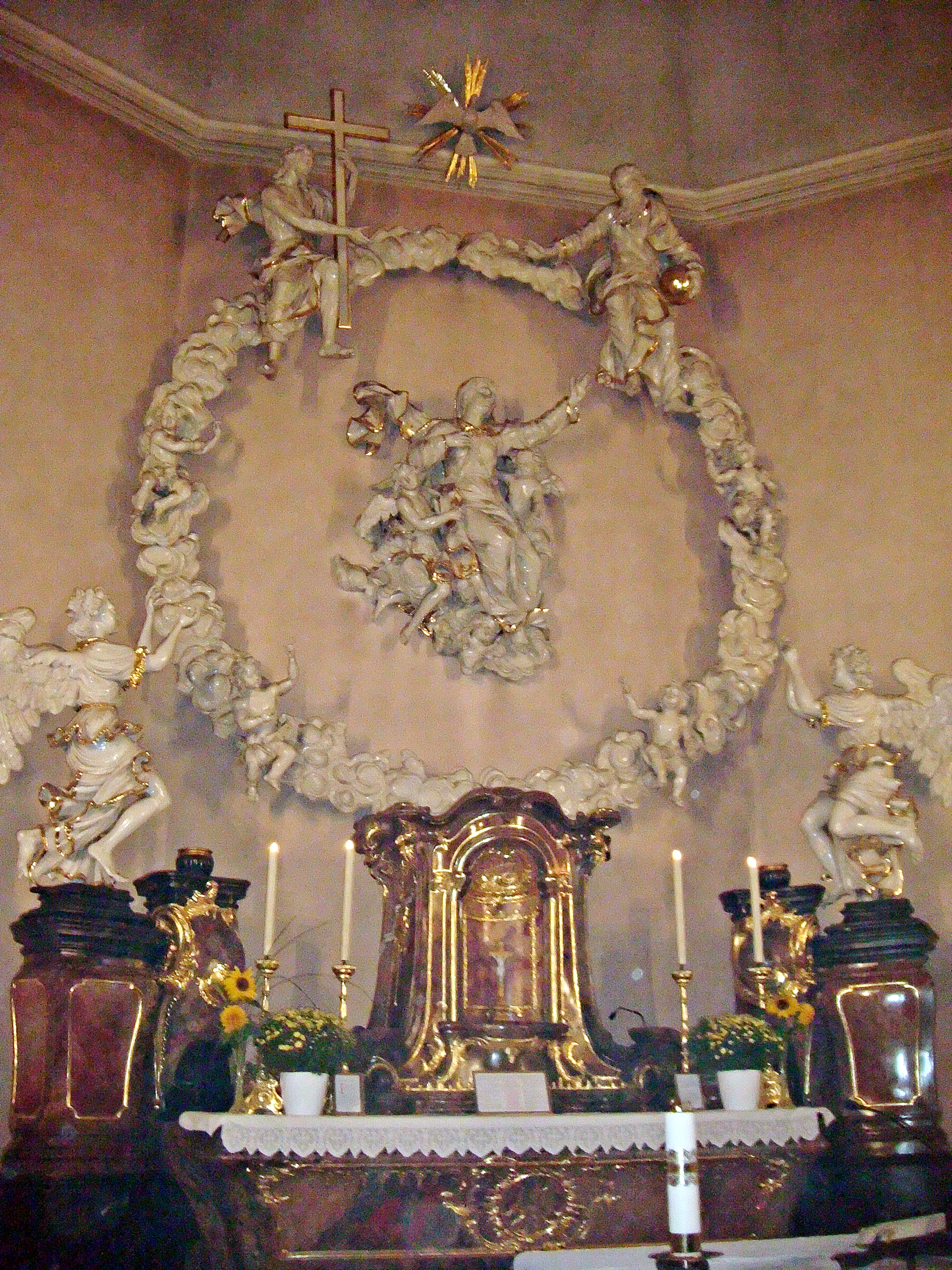
Simultankirche Worms-Pfeddersheim, Hochaltar aus dem Kloster Maria Münster

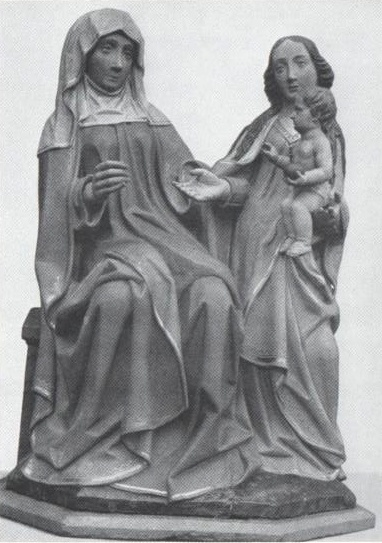
Pfeddersheim, Anna selbdritt aus dem Kloster Maria Münster, um 1470

- Der im Chor der Klosterkirche bestattete Wormser Bischof Landolf von Hoheneck hatte dort ein Grabmal, das aber nicht erhalten ist. Ein Nachfahre von ihm, der Mainzer Domdekan und Wormser Domherr Johann Franz Jakob Anton von Hoheneck (1686–1758), ließ ihm dort 1756 ein Rokoko-Epitaph setzen, das nach der Auflösung des Konvents in den Wormser Dom transloziert wurde und sich dort im nördlichen Querschiff befindet.[71]
- In der Martinskirche in Worms befinden sich zwei Seitenaltäre, vier Evangelisten-Statuen[72] und eine Kanzel[73] der Rokoko-Ausstattung der ehemaligen Klosterkirche.
- Teile des Rokoko-Hochaltars aus der ehemaligen Klosterkirche wurde 1992 im römisch-katholischen Teil der Simultankirche Pfeddersheim aufgestellt.[74] Hier steht auch eine von dort stammende Anna selbdritt aus der Zeit um 1470. Die Herkunft eines Reliefs aus der Klosterkirche, das die Lactatio Bernardi darstellt und aus dem späten 16. Jahrhundert stammt, ist ebenfalls wahrscheinlich.[75]
- In der früher zum Kloster Eberbach gehörenden Pfarrkirche von Hallgarten wird eine Messkasel mit gotischen Stickereien verwahrt, der ursprünglich aus Maria Münster stammt.[76]
- Eine Kanzel von 1583[77], ein Altar von 1631[78] und ein Taufstein von 1757[Anm. 6] aus dem Kloster gelangten in die römisch-katholische Kirche von Großkarlbach, vermutlich schon um 1760, als die Klosterkirche eine Rokoko-Ausstattung erhielt.[79]
- Der 1699 von der Äbtissin Barbara Kolb gestiftete Hochaltar zu Ehren der Heiligen Dreifaltigkeit wurde aus gleichem Anlass bereits 1761 nach Bechtolsheim verkauft und dort in der Kirche aufgestellt.[80]
- Ein für die Reliquien des Heiligen Mansuetus um 1760/70 geschaffener Säulenaltar gelangte in die Kirche St. Alban in Bodenheim.[81]

## Benennungen
An den einstigen Konvent erinnert in Worms die Maria-Münster-Straße, die in das ehemalige Klosterareal mündet, allerdings ohne Bezug zu den historischen Strukturen, die durch die Nachnutzung des Geländes seit dem 19. Jahrhundert vollständig zerstört wurden.